# Nikola Kolja Božović
Nikola Kolja Božović (Beograd, 15. januar 1975) je slikar i vizuelni umetnik iz Beograda.

## Biografija
Od 2011. radi kao docent na Fakultetu Primenjenih Umetnosti na odseku Zidno slikarstvo.
Član i jedan od osnivača grupe Hajp (engl. HYPE) zajedno sa umetnicima Borislavom Nanovićem i Igorom Marsenićem.
Član ULUS-a (Udruženje Likovnih Umetnika Srbije)i dobitnik više nagrada za slikarstvo, među kojima je i Zlatna Paleta na prolećnoj izložbi članova ULUS-a. 2001. god.
Od 1999. godine sarađuje sa galerijom Zvono. iz Beograda koja ga predstavlja na međunarodnim sajmovima savremene umetnosti (Vijenafer у Beču, Art fer u Kelnu) i na sajmu Art Moskva, u Moskvi.
Dobitnik stipendije porodice američkog umetnika Džeksona Poloka 2011. godine.
Izlagao je na više grupnih i samostalnih izložbi u zemlji i inostranstvu.

## Edukacija
Godine 1999. diplomirao je na odseku Zidnog slikarstva na Fakultetu primenjenjih umetnosti u Beogradu Архивирано на веб-сајту  (16. новембар 2012).
Godine 2004. magistrirao na odseku Zidnog slikarstva na Fakultetu primenjenjih umetnosti u Beogradu Архивирано на веб-сајту  (16. новембар 2012).

## Kolekcije
Radovi mu se nalaze u nekoliko privatnih evropskih i srpskih kolekcija, među kojima se izdvajaju RADIX kolekciju u Beogradu, BORUSAN kolekcija u Istanbulu i Muzej grada Beograda.

## Izabrane Izložbe
- “Voyage “, 9 umetnika u Muzej umetnosti Kine u Šangaju / China Art Museum Shanghai September 2017.
- Samostalna izložba, “Fantazmi na točkovima”,[9] Salon muzeja savremene umetnosti, Beograd, 2014
- Samostalna izložba, “Transormers, Post pop art automotiv fetiš”,[10] Zvono galerija, Beograd, 2012.
- Grupna izložba, “Art Salon”, selector Milena Marjanović, Progres galerija, Beograd, 2010.
- Samostalna izložba, “Izgradimo kuću za robote”, Zvono galerija, Beograd. 2010.
- Grupna izložba, “Centro-Periferia”[11], izložba 18 odabranih umetnika iz celog sveta, Ministarstvo kulture Italije/Federculture, Rim, Italija, 2007.
- Samostalna izložba, “Invazija robota”, Zvono galerija, Beograd, 2007.
- Samostalna izložba, “Budi jak”, galerija Servantes španski kulturni centar, Beograd, 2004.
- Samostalna izložba, “Budi jak”, Zvono galerija, Beograd. 2004.
- Učestvovao u kreiranju Publikumovog kalendara “Life/Život”, Beograd, 2002.
- Samostalna izložba, “Veliki vođa”, Zvono galerija, Beograd, 2001.
- Umetnička grupa HAJP (engl. HYPE), Zvono galerija, Beograd, 1999.

## Spoljašnje veze
- Nikola Kolja Božović Zvanična prezentacija Архивирано на веб-сајту  (13. април 2013)
- galerija ZVONO
- Udruženje Likovnih Umetnika Srbije
- The Pollock-Krasner Foundation
- Kuće za robote
- Post-pop art